# IAI Kfir
Israel Aircraft Industries Kfir (hebr. כפיר, Młody Lew) – izraelski myśliwiec produkowany przez firmę Israel Aerospace Industries (IAI).

## Historia
W 1968 roku w Israel Aircraft Industries narodził się pomysł połączenia płatowca bardzo dobrego aerodynamicznie samolotu Mirage 5 z silnikiem o większym ciągu, bardziej wydajnym i mniej zawodnym. W efekcie tego w 1969 roku rozpoczęto projekt pod kryptonimem Black Curtain (Czarna Kurtyna), którego końcowym efektem miał być Mirage z nowym silnikiem. Wśród rozważanych napędów na pierwsze miejsce wysunął się amerykański General Electric J-79-GE-17, napędzający samoloty McDonnell Douglas F-4 Phantom II. Miał on lepsze osiągi niż oryginalny francuski Atar 09C oraz był zbliżony do niego rozmiarami. Dodatkową zachętą do wykorzystania tego silnika był fakt, że Siły Powietrzne Izraela miały właśnie zostać uzbrojone w amerykańskie maszyny F-4. Całością prac kierował generał Benjamin Peled, dowódca lotnictwa. W kwietniu 1969 roku wypożyczono z sił powietrznych Mirage III BJ, aby przeprowadzić na nim badania z nową jednostką napędową. Tak zmodyfikowany samolot otrzymał nazwę Technolog. Jego pierwszy lot odbył się 21 września 1970 roku. Za sterami maszyny zasiadł dowódca pilotów doświadczalnych izraelskiego lotnictwa Dani Shaphira. Przeprowadzone badania wykazały bardzo dobre osiągi nowego samolotu, które były lepsze niż jego protoplastów Mirage’a i Phantoma. Doskonałe rezultaty przeprowadzonych prób skłoniły IAI do podjęcia prac nad nową maszyną, będącą połączeniem płatowca IAI Nesher z silnikiem J-79-GE-17. Nowy samolot otrzymał nazwę Ra'am (Piorun/Grzmot). Cała awionika nowej konstrukcji miała pochodzić z Izraela i Stanów Zjednoczonych, duży nacisk położono na zdolność przetrwania samolotu w warunkach pola bitwy nasyconego środkami obrony przeciwlotniczej. W listopadzie 1971 r. rozpoczęto pracę nad budową dwóch prototypów samolotu, który ostatecznie nazwano Kfir. W siłach powietrznych posługiwano się również kryptonimem Rakdan (Tancerz), natomiast w prasie pojawiły się doniesienia o nowym izraelskim samolocie nazywanym Barak (Błyskawica). Kfir (Ra'am A) o numerze 788 wystartował do swojego pierwszego lotu 4 czerwca 1973 roku. Za jego sterami zasiadł pilot doświadczalny Asaf Ben-Nun. 21 czerwca tego samego roku samolot przekroczył barierę dźwięku, a 10 grudnia osiągnął swoją prędkość maksymalną wynoszącą 2,4 Ma. Drugi prototyp numer 712 po raz pierwszy wzbił się w powietrze 7 sierpnia 1973 r. Miesiąc później przyszłość całego projektu budowy nowego myśliwca stanęła pod znakiem zapytania. Izraelskie Siły Powietrzne wyraziły swoje zainteresowanie kupnem nowego samolotu, rozpatrywano Grumman F-14 Tomcat, McDonnell Douglas F-15 Eagle oraz będące wówczas w fazie badań YF-16 i YF-17. Tymczasem Kfir starając się sprostać stawianym mu wymaganiom, dzięki wzmocnieniu konstrukcji płatowca, stracił swoją przewagę zwrotności nad Mirage. Większa masa samolotu spowodowała większe zużycie paliwa. Ostatecznie to osobista decyzja ówczesnego ministra obrony Izraela Szymona Peresa o kontynuowaniu dalszych prac zadecydowała o przyszłości Kfira. Pierwszy seryjny samolot został dostarczony siłom powietrznym 14 kwietnia 1975 roku. Ostatnią produkowaną seryjnie wersją był Kfir C-7. Wiosną 1986 roku zaprzestano produkcji samolotu. Zbudowano 212 egzemplarzy (wszystkich wersji).

## Konstrukcja

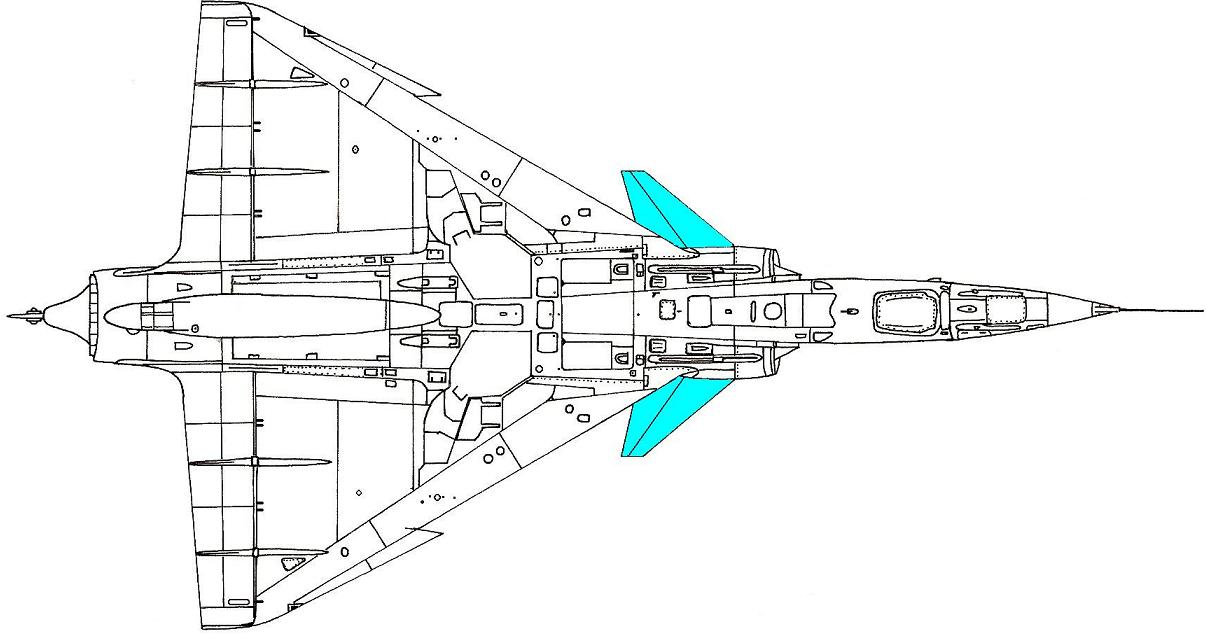
Dodatkowe powierzchnie stabilizujące, które po raz pierwszy pojawiły się w wersji C-2

Kfir był jednomiejscowym (w wersji treningowej dwumiejscowym) dolnopłatem w układzie delta z dodatkowymi powierzchniami ustateczniającymi znajdującymi się w części dziobowej samolotu (układ kaczka). Metalowy kadłub o konstrukcji półskorupowej zaprojektowano zgodnie z regułą pól. Tuż za kabiną pilota po obu stronach kadłuba znajdowały się wloty powietrza do silnika z półstożkami regulującymi jego przepływ. Miał wielodźwigarowe, metalowe skrzydło o obrysie trójkątnym z uskokiem na krawędzi natarcia. Skos krawędzi natarcia wynosił 60°35'. Na obu powierzchniach płata były zamontowane hamulce aerodynamiczne. W części centralnej skrzydła znajdował się zbiornik paliwa, a na krawędzi spływu trójdzielne sterolotki. Posiadał usterzenie pionowe o konstrukcji półskorupowej dwudźwigarowe o obrysie trapezowym. Na szczycie statecznika była umieszczona antena UKF. U podstawy statecznika znajdował się dodatkowy kanał wlotowy powietrza chłodzącego silnik. W tylnej części podstawy znajdował się pojemnik ze spadochronem hamującym. Maksymalna prędkość lądowania, przy której można było użyć spadochronu wynosiła 389 km/h. Po lądowaniu i użyciu był on odrzucany. Podwozie trójgoleniowe, każda z goleni zaopatrzona w jedno koło, główne z hamulcami tarczowymi chowane w skrzydłach, w kierunku kadłuba, przednie, chowane do tyłu do wnęki w kadłubie. Opony niskociśnieniowe, bezdętkowe. Silnik J-79-GE-J1E będący zmodyfikowaną wersją amerykańskiego silnika J-79-GE-17. Samolot był wyposażony w impulsowo dopplerowski radar EL/M 2001B działający w paśmie X rodzimej produkcji. Nowsze wersje samolotu wyposażano w radary EL/M 2021 lub EL/M 2021B. Radar poza funkcją poszukiwania celów powietrznych miał również możliwość poszukiwania celów morskich.

## Uzbrojenie
Stałe: dwa działka DEFA 552 kalibru 30 mm z zapasem amunicji 140 sztuk na każde. Wyloty luf znajdowały się w dolnej części kadłuba pod wlotami powietrza do silnika. Prowadzenie ognia nie zakłócało pracy silnika. Uzbrojenie zewnętrzne mogło być podwieszane na 7 węzłach (wersja C-2): trzech podkadłubowych i czterech podkskrzydłowych lub w wersji C-7: pięciu podkadłubowych i czterech podskrzydłowych.

## Wersje[1]
- Kfir C-1 – wersja Kfira, która seryjnie nie była wyposażana w dodatkowe powierzchnie stabilizujące, ale po wprowadzeniu wersji C-2 również na tych samolotach zaczęto je montować. Były one nieco mniejsze od tych zastosowanych w C-2.
- Kfir C-2 – to właśnie na tej wersji po raz pierwszy zainstalowano dodatkowe powierzchnie stabilizujące na przodzie kadłuba, stąd litera C jak Canards. Wykorzystano w tym zakresie doświadczenia zdobyte przy projektowaniu samolotu Saab JA-37 Viggen. Dodatkowe płaty polepszały zdolności manewrowe myśliwca, a w przypadku kiedy wykonywane zadanie nie wymagało od Kfira takich możliwości, mogły zostać zdemontowane w warunkach polowych. Dodatkowo na dziobie maszyny zainstalowano dwa cienkie metalowe paski, przymocowane do kadłuba po jego obu stronach, które poprawiały stateczność kierunkową samolotu. Skróceniu uległ dobieg i rozbieg maszyny, która stała się również mniej wrażliwa na podmuchy wiatru przy lotach na niskich wysokościach. Zwiększono liczbę węzłów do podwieszania uzbrojenia. Wprowadzane modyfikacje najpierw wypróbowano na samolocie Technolog, który po raz pierwszy wzniósł się w powietrze z nowymi rozwiązaniami 16 lipca 1974 roku. Do pracy zaprzęgnięto również jeden z prototypów Ra'am, który po przebudowie wzniósł się po raz pierwszy 23 marca 1975 roku. Niestety dwa miesiące później w niewyjaśnionych dotąd okolicznościach samolot ten został stracony nad Morzem Śródziemnym. Pilot zdołał się bezpiecznie katapultować. Publicznie po raz pierwszy nową maszynę zaprezentowano 20 lipca 1976 roku, a rok później C-2 zaczęły wchodzić na uzbrojenie.
- Kfir TC-2 – dwumiejscowa wersja szkolno-bojowa. Z wersji jednomiejscowej wymontowano znajdujący się za kabiną pilota wewnętrzny zbiornik paliwa i w ten sposób wygospodarowano dodatkową przestrzeń dla drugiego pilota. Znajdujący się pod spodem system klimatyzacyjny przeniesiono na dziób samolotu, który został nieco opuszczony względem osi podłużnej polepszając tym samym widoczność z kabiny. Tak zmodernizowany samolot swój pierwszy lot odbył pod koniec 1980 roku.
- Kfir C-7 – wprowadzenie w drugiej połowie lat 70. samolotów F-15 i F-16 na początku następnej dekady zdjęło z Kfirów konieczność wykonywania misji myśliwskich. Od tej pory ich głównym zadaniem miało być wykonywanie lotów szturmowych. Kabinę pilota wyposażono w system HOTAS (Hands On Throttle and Stick) umożliwiający operowanie uzbrojeniem bez potrzeby zdejmowania rąk z drążka sterowego i dźwigni sterowania ciągiem. Zmodyfikowano silnik pozwalając mu osiągać większy ciąg podczas pracy dopalacza. Zwiększono liczbę węzłów do podwieszania uzbrojenia do 9, zwiększając równocześnie jego masę do 5775 kg. Pierwsze samoloty tej wersji dostarczono siłom powietrznym 31 lipca 1983 roku.
- Kfir TC-7 – dwumiejscowa wersja szkolno-bojowa C-7. Poza zadaniami szkoleniowymi mogła również pełnić rolę samolotu zwalczającego systemy przeciwlotnicze i przeciwrakietowe przeciwnika.
- Kfir C-10 – niezrealizowany program badawczy mający na celu opracowanie nowego wyposażenia kabiny pilota, którego głównym zadaniem było jak największe ograniczenie liczby wykonywanych czynności związanych z pilotażem, a skupienie się na wykonywaniu zadania bojowego. Opracowane rozwiązania znalazły zastosowanie w niezrealizowanym projekcie nowego samolotu myśliwskiego IAI Lawi. To co nie udało się z rodzimą konstrukcją zaowocowało w Ekwadorze, w którym zmodyfikowano zakupione przez ten kraj wersje C-2 do standardu C-10 z możliwością tankowania paliwa w powietrzu. Podobną modernizację do wersji C-10 przeszły kolumbijskie Kfiry zakupione w 2008 roku.
  - Kfir CE – oznaczenie wersji C-10 w Ekwadorze, od 8 do 12 dawnych C-2.
  - Kfir COA – kolumbijska odmiana C-10.
- Kfir C-12 – samoloty dla Kolumbii zmodernizowane do standardu identycznego jak C-10, ale bez radaru EL/M-2032.
- Kfir TC-4 – wersja eksportowa TC-2 przeznaczona dla Ekwadoru.
- Kfir TC-10/12

## Użytkownicy

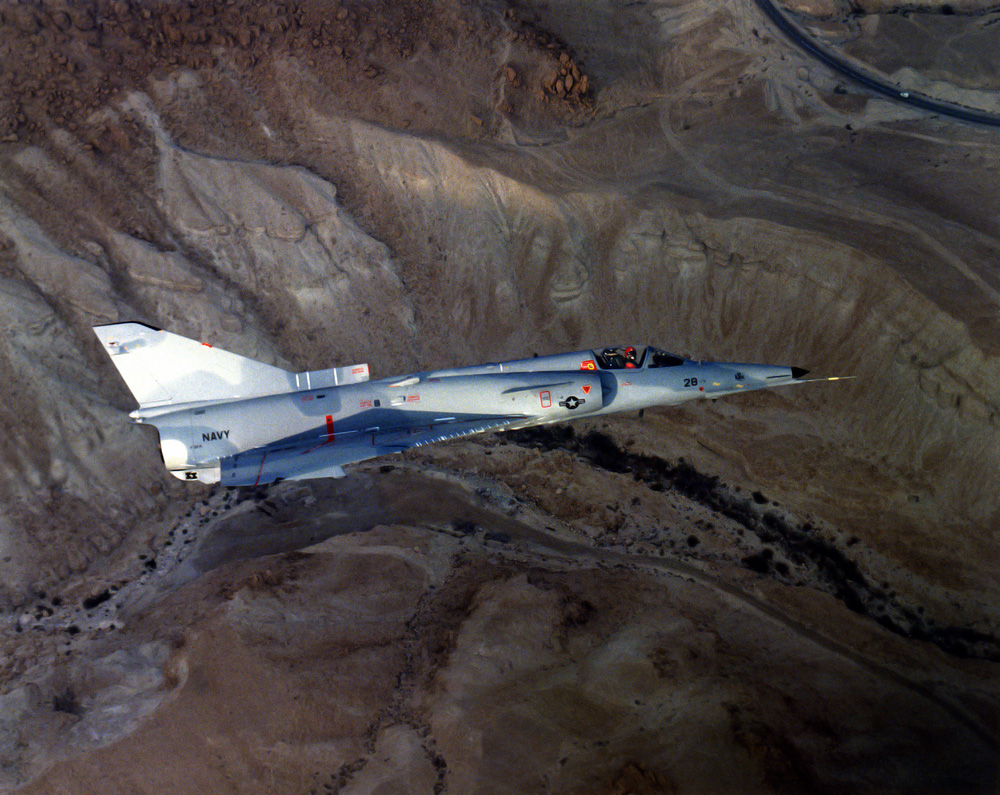
Amerykański Kfir czyli F-21A

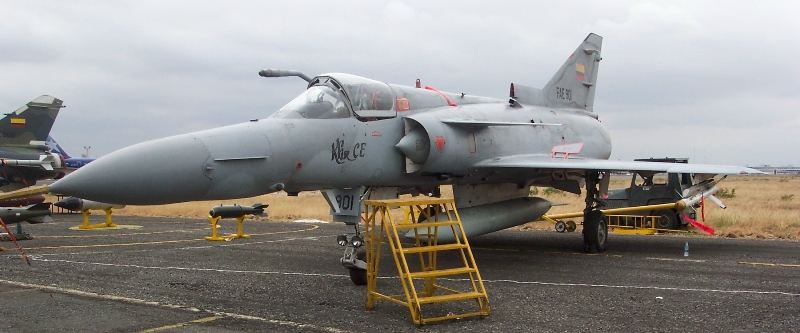
Ekwadorski Kfir C-10

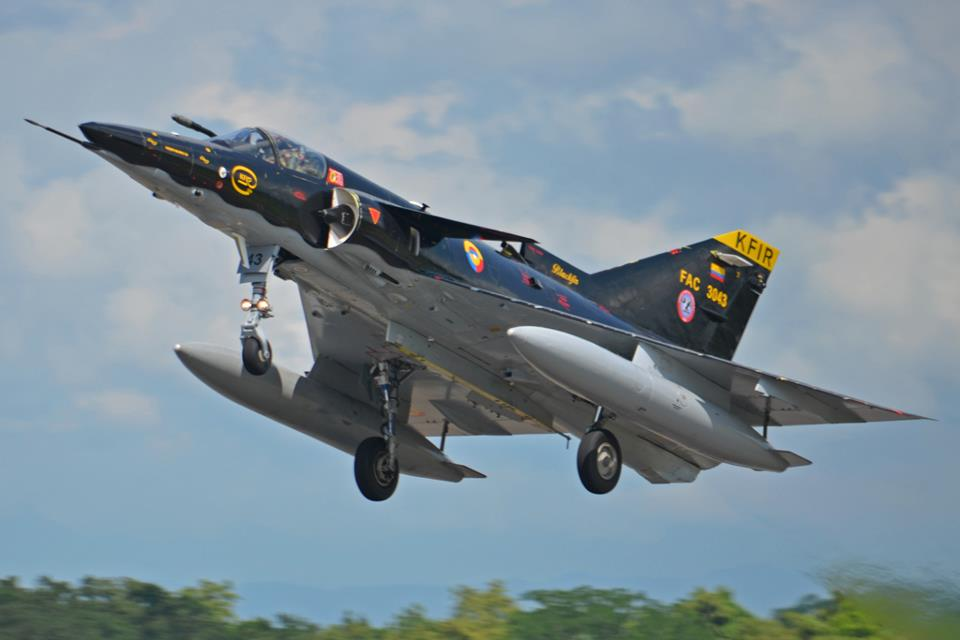
Kolumbijski IAI Kfir

Siły Powietrzne IzraelaPierwszą jednostką, która przyjęła na swoje uzbrojenie Kfiry 14 kwietnia 1975 roku była 101 Eskadra IAF. Pierwsze wersje Kfira niestety nie spotkały się z życzliwym przyjęciem. Dały o sobie znać jego mankamenty, z którymi poradzono sobie dopiero w wersji C-2. Rok później samoloty otrzymała 113 Eskadra IAF. W 1977 r. 109 Eskadra IAF a w 1978 r. 144 Eskadra IAF była ona również jedyną jednostką, która w 1982 roku przesiadła się na Kfiry C-7. W 1982 roku Kfiry C-2 znalazły się również w składzie 253 Eskadry IAF. W wersji C-2 samolot był używany również prawdopodobnie przez 149 Eskadrę IAF.
 Fuerza Aérea EcuatorianaEkwador był pierwszym zagranicznym odbiorcą Kfirów. Swoje starania o pozyskanie Kfirów rozpoczął już w 1975 roku ale potencjalna sprzedaż myśliwców przez Izrael została zablokowana przez administrację Jimmy’ego Cartera, która w 1976 roku nie wyraziła zgody na sprzedaż silników General Electric J-79. Konflikt z Peru w 1981 roku stał się przyczyną modernizacji posiadanego lotnictwa. W 1981 roku Ekwador zamówił 10 samolotów w wersji C-2 i dwa w wersji TC-4 przy braku sprzeciwu ze strony administracji Ronalda Reagana. W lipcu tego samego roku do Izraela przybyła pierwsza grupa ekwadorskich pilotów w celu przeszkolenia. Pierwsza dostawa miała miejsce 25 marca 1982 roku a samoloty dostarczono drogą morską, sześć dni później, po zmontowaniu na miejscu pierwsza z maszyn C-2 wzbiła się w powietrze, za jej sterami siedział pilot testowy IAI. Pierwszy lot z ekwadorskim pilotem za sterem nad własnym terytorium odbył się 19 kwietnia tego samego roku, maszynę pilotował major Hermán Quiroz. W 1996 roku dostarczono dalsze cztery samoloty, trzy w wersji C-2 i jedna TC-2. Maszyny weszły w skład jednostki 21 Grupo mieszczącej się w bazie lotniczej w Taura. W toku eksploatacji stracono jednego TC-4 (szybko jednak dostarczono brakujący egzemplarz z Izraela) oraz cztery maszyny w wersji C-2. Pierwsza strata miała miejsce 7 lutego 1985 roku, samolot w wersji C-2 zderzył się w locie z ptakiem, pilot, porucznik Marco López bezpiecznie katapultował się. Pierwsze bojowe użycie samolotów miało miejsce w 1985 roku gdy dwa dyżurne Kfiry zostały skierowane w celu przechwycenia zmierzających w kierunku Ekwadoru dwóch peruwiańskich samolotów Su-22. W ich kierunku odpalono pocisk Shafrir-2, który nie dosięgnął celu ale zmusił intruzów do zawrócenia nad własne terytorium. 3 maja 1989 roku w jednej z maszyn C-2 podczas manewru startu awarii uległ silnik. Pilot nie zdołał zatrzymać maszyny przed końcem pasa, rozpędzony samolot wypadł z pasa i uderzył w drzewa. Maszyna zapaliła się a pilot zginął. 12 sierpnia 1994 roku utracono kolejnego Kfira. W maszynie pilotowanej przez majora Juana Vivero zapalił się silnik. Samolot utracono ale pilot bezpiecznie się katapultował.
 Fuerza Aérea ColombianaKolumbia dwa razy przymierzała się do zakupu izraelskich samolotów. Pierwszy raz w 1981 roku jednak na skutek problemów z płatnością zamówienie anulowano oraz kolejny raz w 1988 r., kiedy kupiono 12 myśliwców w wersji C-2 i jeden TC-2. Samoloty znalazły się na miejscu rok później i dostarczono je do jednostki Escuadron de Combate 2113 w bazie Palanquero. Jeszcze przed uzyskaniem zdolności bojowej wszystkie maszyny zmodyfikowano do wariantu C-7 i TC-7. W 2008 roku Kolumbia podpisała kolejne porozumienie z Izraelem, na mocy którego zakupiła dalsze 24 Kfiry, które tym razem miały zostać zmodernizowane do standardu C-10. 31 grudnia 2014 roku miała miejsce katastrofa kolumbijskiego Kfira C-10. Tuż po starcie wyłączył się silnik maszyny, pilot bezpiecznie katapultował się. Była to czwarta z serii katastrof jakie były udziałem tych samolotów. W ich następstwie, 20 stycznia 2015 roku zawieszono loty wszystkich maszyn. Kolumbia intensywnie poszukuje następców dla swoich Kfirów, pod uwagę brane są amerykańskie F-16 i francuskie Mirage 2000, 18 z nich, Francja zaoferowała ze swoich nadwyżek sprzętowych. Brak efektów poszukiwań nowych maszyn zmusił siły powietrzne do modernizacji samolotów. Efektem prac jest wprowadzenie na uzbrojenie samolotów IAI Kfir C.10 z nowymi radarami z anteną AESA typu Elta Systems EL/M-2052. Nowy radar jest bardziej odporny na zakłócenia, pozwala na wykrycie większej liczby celów, do 64. W 2017 roku Kolumbijskie Siły Powietrzne posiadały dziesięć maszyn w wersji C.10, dziewięć w wersji C.12 i trzy szkolne TC.12. Używane były nadal w 2024 roku.
 Sri Lanka Air ForceTrzy zdemobilizowane Kfiry w wersji C-2 i TC-2 zostały zakupione przez Sri Lankę (dwa C-2 i jeden TC-2). Dostarczono je na początku 1996 roku. Maszyny trafiły do nowo sformowanego dywizjonu No. 10 Fighter Squadron. Już tydzień po zmontowaniu na miejscu, samoloty wzięły udział w lotach bojowych skierowanych przeciwko partyzantom z organizacji Tamilskie Tygrysy. W sumie na wyspę trafiło jedenaście jednomiejscowych C-2 i C-7 oraz dodatkowy TC-2 przeznaczony do szkolenia pilotów. W 2011 roku siły powietrzne dysponowały czterema sprawnymi maszynami w wersji C-2 i dwoma w wersji C-7 oraz dwoma TC-2.
 US NavyNajwiększym po Izraelu użytkownikiem Kfirów były Stany Zjednoczone. W 1984 r. podpisano porozumienie z US Navy, na mocy którego dwanaście zdemobilizowanych Kfirów C-1 zostało wypożyczonych do USA. Miały one symulować w prowadzonych przez marynarkę ćwiczeniach radzieckie samoloty MiG-21 i MiG-23. W kwietniu 1985 r. pierwsze trzy Kfiry znalazły się na wyposażeniu VF-43 tzw. eskadry agresorów (Aggressor squadron) w bazie Oceana. Amerykańskie maszyny miały nieco mniejsze i o większym skosie dodatkowe płaty w przedniej części kadłuba i tak zmodyfikowane nosiły oznaczenie F-21A Lion. Samoloty uzyskały bardzo pozytywne opinie co zaowocowało kolejnym zamówieniem, tym razem z US Marine Corps na wypożyczenie kolejnych trzynastu samolotów. W 1987 roku samoloty trafiły do VMFT-401 w Yuma w Arizonie. W 1989 roku wszystkie "amerykańskie" Kfiry powróciły do Izraela.
Izraelskim samolotem zainteresowane były również Filipiny i Tajwan nie doszło jednak do podpisania kontraktu. Południowa Afryka nie zakupiła samolotów ale doświadczenia zdobyte przez izraelskich konstruktorów zostały wykorzystane (przy współudziale specjalistów z IAI, Izrael nigdy nie potwierdził faktu współpracy z krajem objętym w owym czasie przez ONZ sankcjami gospodarczymi) podczas prac nad własną wersją samolotu Mirage, dzięki czemu powstał Atlas Cheetah. Już oficjalnie izraelscy specjaliści brali udział w modernizacji chilijskich maszyn Mirage 5F. W wyniku prowadzonych prac powstał samolot oznaczony jako Mirage 50, którego dalsza modernizacja polegająca na między innymi dodaniu charakterystycznych dla Kfira "skrzydełek" doprowadziła do powstania maszyny Mirage 50CN La Pantera, na której pokładzie znajdowała się również izraelska awionika. Do podobnego standardu swoje Mirage 5 zmodernizowała Kolumbia, samoloty oznaczone Mirage 5COAM także wyposażono w stateczniki i instalacje do tankowania z Kfira. W styczniu 2014 roku brytyjskie media poinformowały, że Argentyna prowadzi rozmowy z Izraelem na temat możliwości zakupu osiemnastu maszyn Kfir, równolegle Argentyńczycy prowadzili rozmowy na temat pozyskania wycofanych z użycia, hiszpańskich samolotów Mirage F1, jednak ta opcja zakończyła się niepowodzeniem. Informację te potwierdziła prasa izraelska, wskazując jednocześnie na rolę Wielkiej Brytanii, starającej się nieoficjalnie aby nie doszło do sprzedaży Argentynie izraelskich maszyn.

## Wykorzystanie bojowe
Izrael jest państwem, które przez większość okresu od momentu powstania tkwiło w konflikcie z sąsiadami. Z tego powodu wojska lądowe i siły powietrzne zachowują wysoki poziom gotowości, a zebrane przez siły zbrojne doświadczenie bojowe jest jednym z największych na świecie. Pierwszą udokumentowaną akcją Kfirów był atak samolotów na bazę Organizacji Wyzwolenia Palestyny (OWP) 9 lutego 1977 roku w Libanie. W akcji uczestniczyły cztery maszyny z 113 Eskadry. Rok później w dniach 14 – 21 marca, w ramach operacji Litani samoloty izraelskie, w tym Kfiry, wykonały szereg uderzeń na obozy i bazy OWP w południowym Libanie. 27 czerwca 1979 roku Kfir po raz pierwszy zapisał na swoim koncie zestrzelony wrogi samolot. Dwa C-2 brały udział w nalocie na pozycje palestyńskie w południowym Libanie jako osłona eskadry Phantomów, kiedy otrzymały rozkaz przechwycenia syryjskich myśliwców MiG-21 nadlatujących z zachodu. Do akcji zostały włączone również izraelskie F-15 i to one jako pierwsze przechwyciły nieprzyjacielskie samoloty. W akcji po stronie syryjskiej brało udział 8 MiG-ów (źródła izraelskie) a po stronie izraelskiej 6 F-15 i dwa Kfiry. Gdy C-2 przybyły na miejsce, jeden z MiG-ów został już zestrzelony. Kfiry zaatakowały formację dwóch syryjskich maszyn, w stronę której jeden z samolotów wystrzelił rakietę powietrze - powietrze typu Shafrir 2. Pocisk eksplodował w bezpośrednim sąsiedztwie jednego z nieprzyjacielskich samolotów, który jednak nadal utrzymywał się w powietrzu. Jednak po krótkiej chwili z samolotu zaczął wydobywać się dym a syryjski pilot katapultował się. W sumie w starciu zestrzelono 5 MiG-ów bez strat własnych. Jednak generalnie walki powietrzne zarezerwowane były dla F-15 i F-16 a Kfirom pozostawiono zadania szturmowe. Jedną z takich misji było kolejne bombardowanie pozycji OWP 28 kwietnia 1981 roku w Libanie. 5 czerwca 1982 roku w odpowiedzi na zamach jakiego dokonali arabscy terroryści na izraelskiego ambasadora w Wielkiej Brytanii, siły powietrzne, a w ich składzie Kfiry, dokonały bombardowań pozycji palestyńskich. Rozpoczęła się wojna libańska, w której Kfiry odpowiedzialne były za wykonywanie zadań szturmowych i bombardowań. Samoloty atakowały cele położone w Bejrucie oraz wykonywały misję niszczenia syryjskich stanowisk obrony przeciwlotniczej położonych w dolinie Bekaa.
Kolejnym teatrem działań, na którym izraelskie samoloty brały udział w walkach była Ameryka Południowa. Kfiry w barwach Ekwadorskich Sił Powietrznych wzięły udział w konflikcie granicznym z Peru o tzw. Płaskowyż Kondora. 7 lutego 1995 roku ekwadorskie Kfiry wraz z samolotami Mirage F-1 eskortowały szturmowe Cessna A-37 Dragonfly atakujące peruwiańskie pozycje. 10 lutego dwa Kfiry i dwa Dassault Mirage F1 z bazy lotniczej w Taura (niektóre źródła podają, że samoloty startowały z lotnisk w Mariscal Lamar lub Mascal) zostały skierowane do akcji przechwycenia peruwiańskich A-37 i Su-22. Podczas akcji oba peruwiańskie Su-22 zostały zestrzelone przez pilotów Mirage (źródła peruwiańskie podają, iż jedna z maszyn z została zestrzelona ogniem z ziemi). Tego samego dnia, Kfir FAE905, pilotowany przez Mauricio Mata zestrzelił peruwiańską Cessnę A-37 wykonującą atak na ekwadorską bazę Tiwinitza (Tiwinza). Za sterami Cessny siedzieli ppłk. Hilario Valladaresa i major Gregorio Mendiola. Załoga A-37 katapultowała się i została przejęta przez własne jednostki. 12 lutego jeden z myśliwców został strącony przez siły peruwiańskie. Peru podaje informację o zestrzeleniu w sumie dwóch ekwadorskich Kfirów, Ekwador nie przyznaje się do żadnego utraconego Kfira.
Również Sri Lanka używała swoich Kfirów w akcjach bojowych, były to bombardowania baz i pozycji Tamilskich Tygrysów podczas wojny, jaką prowadzi państwo z tym ugrupowaniem terrorystycznym.